# La mort, père et fils
La mort, père et fils ist ein französischer animierter Kurzfilm von Walgenwitz und Winshluss aus dem Jahr 2017.

## Handlung
Der Tod und sein Sohn sitzen beim Frühstück. Anschließend begibt sich der Tod auf Arbeit und verbietet seinem Sohn kurz vor dem Gehen, lustige Trickfilme zu schauen. Stattdessen soll er den Zaun weiß streichen. Der Tod geht in die Großstadt, wo er die Todesliste des Tages abarbeitet und die Seelen der Toten betreut – Selbstmörder, Verkehrstote, Tote im Krankenhaus und auch ein Flugzeugabsturz in den Bergen werden auf der Liste abgehakt. Sein Sohn schaut währenddessen Trickfilme und nimmt sich nach einem Film, in dem ein Engel eine Frau aus einem brennenden Gebäude rettet, vor, zukünftig als Schutzengel zu agieren. Als der Tod seinen Sohn mit gebasteltem Heiligenschein, Pappflügeln und weißem Kleid erwischt, versohlt er ihm den Hintern.
Heimlich verlässt der Sohn das Haus und geht in die Großstadt. Er sieht eine Schlachterei und rettet kurzerhand eine Kuh. Er lässt sich frei, doch sie rennt in ein Auto, wobei nicht nur die Kuh, sondern auch ein Ehepaar sterben. Nur das Kind der Erwachsenen hat überlebt und weint. Der Sohn des Todes holt die entfliehenden Seelen der beiden zurück und erweckt die beiden zum Leben. Sie mutieren zu Zombies, die erst ihr eigenes Kind und dann drei Pfadfinder töten und anschließend Jagd auf weitere Menschen machen. Der Tod erscheint und entreißt den Zombies ihre Seelen, woraufhin alle sterben. Er versöhnt sich mit seinem Sohn und beide verbringen einen schönen Tag in einem Vergnügungspark, in dem die Achterbahn zusammenbricht und zahlreiche Menschen sterben. Tod lässt seinen Sohn die Todesliste abarbeiten und der geht vergnügt dieser Arbeit nach.

## Produktion
La mort, père et fils beruht auf dem Comic Welcome to the Death Club – Père et Fils von Winshluss. Der Film wurde in 2D und 3D animiert, darunter mithilfe von Marionetten in Stop-Motion. Der Film enthält keine Dialoge.
Der Film wurde 2017 veröffentlicht und lief auf zahlreichen Festivals, darunter im September 2017 auf dem Toronto International Film Festival, im Februar 2018 auf dem Festival du Court-Métrage de Clermont-Ferrand, im April 2018 auf dem Internationalen Trickfilm-Festival Stuttgart sowie im Juni 2018 auf dem Festival d’Animation Annecy.

## Auszeichnungen
La mort, père et fils erhielt 2018 auf dem Festival du Court-Métrage de Clermont-Ferrand  eine besondere Erwähnung der Canal+-Family-Jury. Auf dem Festival d’Animation Annecy gewann der Film 2018 den Preis der Kinderjury. La mort, père et fils wurde 2019 für einen César in der Kategorie Bester animierter Kurzfilm nominiert.